# Schistochila appendiculata
Schistochila appendiculata är en bladmossart som först beskrevs av William Jackson Hooker, och fick sitt nu gällande namn av Barthélemy Charles Joseph Dumortier och Vittore Benedetto Antonio Trevisan de Saint-Léon. Schistochila appendiculata ingår i släktet Schistochila och familjen Schistochilaceae. Inga underarter finns listade i Catalogue of Life.